# Joana de Châtillon
Joana de Châtillon (em francês: Jeanne) foi duquesa de Atenas. Esteve à frente dos destinos do ducado apenas em 1311. Foi antecedida por Gualtério V de Brienne e Seguiu-se-lhe Roger Deslaur.